# Овчинников, Евгений Иванович
Евге́ний Ива́нович Овчи́нников (21 января 1903, Санкт-Петербург — 16 апреля 1965, Ленинград) — советский композитор.

## Биография
В 1921 году поступил в Ленинградскую консерваторию, окончил её экстерном в 1926 году. Уроки композиции брал у M. M. Чернова в Музыкальном техникуме им. М. И. Глинки (ныне Российская академия музыки имени Гнесиных).
Работал концертмейстером в кружках художественной самодеятельности Ленинграда.
Участник Великой Отечественной войны. Капитан административной службы.
В 1947 году по рекомендации Д. Шостаковича был принят в Союз композиторов СССР.

Могила Е. И. Овчинникова на Большеохтинском кладбище в Санкт-Петербурге

## Творчество
Автор большого количества камерных и вокальных сочинений.
- Сюита для 2 скрипок, альта, виолончели и фортепиано (1941)
- Трио для скрипки, виолончели и фортепиано (1926)
- Соната для скрипки и фортепиано (1927)
- Соната-поэма (1940, 2-я ред. 1960)
- Вальс (1950)
- Соната для виолончели и фортепиано (1927)
- Этюд для фортепиано (1924)
- Сонаты: I (1926), II (1949, 2-я ред. 1964),
- 10 прелюдий (1933)
- 8 этюдов (1935)
- 3 этюда (1946)
- 6 пьес (1950)
- Этюд-токката (1952)
- Скерцо (1953)
- Полька (1954)
- Былина (1955, 2-я ред. 1964)
- Вариации на старинную песню для гитары (1948)
- Мелодекламация 1 Мая для голоса и фортепиано (сл. Г. Санникова, 1921)

## Романсы
- Колыбельная (сл. Н. Черняховской, 1924)
- Тлеет в камине моем огонек (сл. собств., 1924)
- Дифирамб (на сл. И. Северянина, 1924)
- Это было у моря (на сл. И. Северянина, 1924)
- Какое мне дело (на сл. И. Северянина, 1924)
- Мне сказали, что ты умерла (сл. Н. Клюева, 1925)
- Поток (сл. М. Лермонтова, 1925)
- Ещё томлюсь, томлюсь тоской желаний (сл. Ф. Тютчева, 1927)
- Монах (баллада, сл. А. Пушкина, 1929)
- Два романса на сл. Р. Бернса (1937)
- Четыре романса на сл. Р. Бернса (1949)
- цикл «Зарубежные зарисовки» (сл. разных поэтов, 2 тетради, 1959, 1960)

## Песни
- Песня о матери (сл. И. Уткина, 1929)
- Проводы (сл. Л. Квитко, С. Михалкова, 1933)
- Четыре детских песни на сл. С. Михалкова (1935)
- Марш народовольцев Суоми (сл. В. Лозинского, 1939)
- Песня артиллеристов (сл. Ц. Солодаря, 1940)
- Жди меня (сл. К. Симонова, 1942)
- Семь песен на сл. И. Ганабина (1945)
- Четыре песни на сл. А. Мечика (1946)
- Комсомольская (сл. А. Чуркина, 1946)
- Песня о Комсомольске (1948)
- Лети, весенний ветер (сл. А. Прокофьева, 1950)
- За селом синел далекий лес (сл. С. Щипачева, 1953)
- Баллада о солдате (сл. Л. Шишко, 1956)
- Песня молодых моряков (сл. И. Ганабина, 1956)
- Я навек влюблен (сл. Б. Кежуна, 1956)
- Солдатская походная (сл. А. Чепурова, 1957)
- Говорят, что я румянюсь (сл. А. Прокофьева, 1957)
- Раймонда Дьен (сл. П. Градова, 1958)
- Сегодня ты стал комсомольцем (Слова Е. Гвоздева, 1958)
- Герои комсомола (сл. Б. Кежуна, 1958)
- Баллада о Марсовом поле (сл. Б. Кежуна, 1960)
- Когда тает снег (сл. С. Фогельсона, 1964)
- На осеннем рассвете (сл. И. Фролкина, 1965)
- Извини (сл. И. Фролкина, 1965)

## Музыка к драматическим спектаклям
- Джимми Хиггинс (по Э. Синклеру, 1931)
- Прорыв культфронта (1931).

## Награды
- Орден Красной Звезды
- Медаль «За оборону Сталинграда»
- Медаль «За боевые заслуги»
- Медаль «За взятие Берлина»
- Медаль «За победу над Германией в Великой Отечественной войне 1941—1945 гг.»
- Медали СССР